# Marathon (album)
Marathon je deseti studijski album skupine Santana, ki je izšel leta 1979. Album označuje začetek komercialnega upada skupine, kljub temu pa se je edini single z albuma »You Know That I Love You« uvrstil med top 40 na lestvici Billboard Hot 100. Pred snemanjem albuma sta se skupini pridružila škotski vokalist Alex Ligertwood in ameriški klaviaturist Alan Pasqua.
Album je dosegel zlat certifikat.

## Seznam skladb
| Stran 1 | Stran 1                    | Stran 1                          | Stran 1 |
| Št.     | Naslov                     | Pisec                            | Dolžina |
| ------- | -------------------------- | -------------------------------- | ------- |
| 1.      | „Marathon‟                 | Carlos Santana                   | 1:28    |
| 2.      | „Lightning in the Sky‟     | Santana, Chris Solberg           | 3:52    |
| 3.      | „Aqua Marine‟              | Alan Pasqua, Santana             | 5:35    |
| 4.      | „You Know That I Love You‟ | Alex Ligertwood, Pasqua, Santana | 4:26    |
| 5.      | „All I Ever Wanted‟        | Ligertwood, Santana, Solberg     | 4:02    |

| Stran 2 | Stran 2            | Stran 2                     | Stran 2 |
| Št.     | Naslov             | Pisec                       | Dolžina |
| ------- | ------------------ | --------------------------- | ------- |
| 1.      | „Stand Up‟         | Santana, Solberg            | 4:02    |
| 2.      | „Runnin'‟          | David Margen                | 1:39    |
| 3.      | „Summer Lady‟      | Ligertwood, Pasqua, Solberg | 4:23    |
| 4.      | „Love‟             | Santana, Solberg            | 3:22    |
| 5.      | „Stay (Beside Me)‟ | Santana                     | 3:50    |
| 6.      | „Hard Times‟       | Ligertwood, Margen, Pasqua  | 3:57    |

## Glasbeniki
- Alex Ligertwood – solo vokal
- Carlos Santana – kitara, spremljevalni vokal
- Chris Solberg – kitara, spremljevalni vokal, klaviature
- Alan Pasqua – klaviature, spremljevalni vokal
- David Margen – bas
- Graham Lear – bobni
- Armando Peraza – tolkala, timbales, spremljevalni vokal
- Raul Rekow – tolkala, konge, spremljevalni vokal